# 1818년 미국 하원의원 선거
1818년 미국 하원의원 선거는 1818년 미국에서 치러진 하원의원 선거이다. 전국적인 이슈는 없는 선거였고, 연방당은 몰락을 계속했다.

## 선거 결과
| 정당       | 의석 수 |
| ---------- | ------- |
| 민주공화당 | 160석   |
| 연방당     | 26석    |
| 합계       | 186석   |